# Montefino
Montefino est une commune de la province de Teramo, dans les Abruzzes, en Italie.

## Administration
| Période                                  | Période  | Identité       | Étiquette     | Qualité |
| ---------------------------------------- | -------- | -------------- | ------------- | ------- |
| 15 juin 2004                             | En cours | Benito Profeta | Centro-Destra |         |
| Les données manquantes sont à compléter. |          |                |               |         |

### Hameaux
Bozza, Brecciata, Crocetta Santa Maria, Floriano, Manzitti, Marciano, Muraglie. 

### Communes limitrophes
Atri, Castiglione Messer Raimondo, Castilenti, Cellino Attanasio.